# Шестопал Сергій Якович
Шестопал Сергій Якович (17 жовтня 1938 року — 26 січня 2009 року) — директор Львівської дослідної станції садівництва Інституту садівництва Української Національної академії аграрних наук, кандидат сільськогосподарських наук.

## Біографія
Народився 17 жовтня 1938 року у селі Стайки Кагарлицького району Київської області.
1957 −1960 р. проходив строкову службу в 46 Неманському ордена Олександра Невського понтонно-мостовому полку (В/ч 68433) 40 — ї гвардійскої танкової Померанської дивізії яка дислокувалась в м. Совєтськ (Калініградська область).
Закінчив плодоовочевий факультет Уманського сільськогосподарського інституту.
2 грудня 1962 р. одружився з Михайличенко Зінаїдою Андріївною. Весілля було першим у нововідкритому Уманському палаці щастя, знімалось на плівку.
У 1963 р. разом з дружиною направлений працювати у Львівську дослідну станцію садівництва. А з 1966 призначений директором цієї установи. На цій посаді перебував до виходу на пенсію у 1999 році.
Закінчив аспірантуру при Українському науково-дослідному інституті садівництва.
В 1973 році здобув науковий ступінь — кандидат сільськогосподарських наук, захистивши кандидатську роботу на тему «Технологія вирощування чорної смородини». Керівник роботи професор Гущин М. Ю.
Наукову діяльність зосередив на розробці технологій вирощування садивного матеріалу та високих урожаїв ягідних культур, а саме: суниці, чорної смородини, порічок, аґрусу. Вперше запровадив технологію механізованого садіння вище перелічених рослин і розробив технологію механізованого збирання врожаю чорної смородини, порічок, аґрусу.

## Нагороди і відзнаки
- У 2000 році національною академією наук України за видатні наукові роботи в галузі садівництва, дендробіології та квітникарства став лауреатом премії НАН України імені Л. П. Симиренка

- Нагороджений Почесною грамотою Президії Верховної ради України за заслуги перед Батьківщиною

## Наукові праці
Автор 80 наукових статей, співавтор 2-х книг:
1. Довідник садівника — початківця.  — Львів: Каменяр, 1987 (в співавторстві)
2. Інтенсивні технології вирощування ягідних культур.  — Львів: Світ, 2007 (в співавторстві)

Отримав 3 авторські свідоцтва по механізованому збиранню для технічної переробки плодів кісточкових культур і яблуні.